# Черниця (фільм)
Черниця (ісп. La monja) — фільм жахів.

## Сюжет
Шість дівчаток потрапляють до зловісного пансіону, де їх катують і доводять до безумства черниці. Найжахливіша наставниця довідується, що одна з дівчаток вагітна, і піддає її жорстоким тортурам. Подруги нещасної вирішують допомогти їй. Черницю незабаром знаходять мертвою. Через 14 років убивають одну з цих дівчаток, потім іншу. Решті доводиться знов зібратися разом, щоби знешкодити черницю, яка повернулася з того світу для страшної помсти.

## У ролях
- Аніта Бріем — Єві
- Белен Бланко — Джулія
- Ману Фуйола — Гебріел
- Алістер Фріланд — Джоел
- Крістіна Паджет — Сестра Урсула
- Пауліна Гальвес — Зоі
- Наталія Дікента — Сюзан
- Лола Марцелі — Мері
- Тете Дельгадо — Крісті
- Оріана Бонет — Еулалія
- Катрін Роммінг — Мері 17
- Майа Дженкінсон — Еулалія 17
- Хоана Ране — Зоі 17
- Джемма Мартінез — Крісті 17
- Мерітксель Сантамарія — Сюзан 17
- Монце Пла — Джоанна 17
- Джіллз Купер — Гарлі
- Брендан Прайс — детектив Мелоун
- Джім Арнольд — судовий детектив
- Людовик Таттевін — посильний
- Алексія Іборра — юна Єві
- Анна Вайвз — Черниця